# جک هوبین
جک هوبین (انگلیسی: Jack Hoobin; ۲۳ ژوئن ۱۹۲۷ – ۱۰ ژوئن ۲۰۰۰) دوچرخه‌سوار اهل استرالیا بود.